# Oscar II Coast

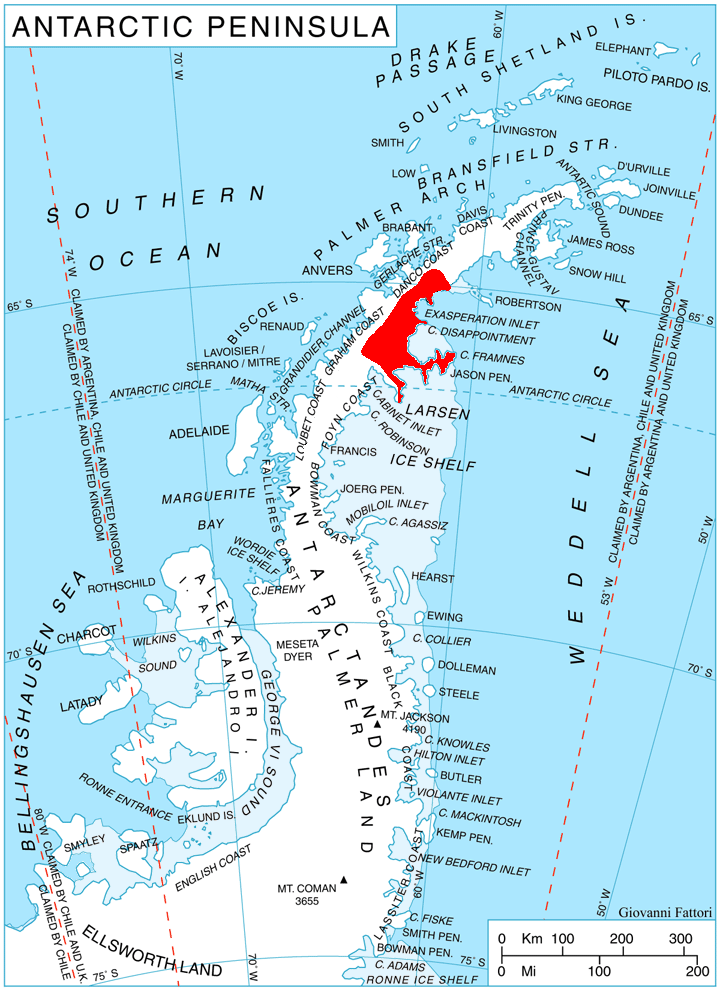
Wybrzeże na mapie Półwyspu Antarktycznego

Wybrzeże Oskara II (ang. Oscar II Coast) – część wschodniego wybrzeża Ziemi Grahama na Półwyspie Antarktycznym, pomiędzy Wybrzeżem Foyna a Wybrzeżem Nordenskiölda.
Granice tego wybrzeża wyznaczają przylądek Alexander i przylądek Fairweather. Odkrył je w 1893 roku Carl Anton Larsen i nazwał na cześć Oskara II, króla Szwecji i Norwegii. Dawniej przylegał do niego Lodowiec Szelfowy Larsen B, jego rozpad nastąpił w 2002 roku. Pozostała tylko jego południowa część, przylegająca do dużego półwyspu Jason Peninsula wychodzącego w Morze Weddella, w południowej części Wybrzeża Oskara II.